# رز جولیا چایلد
گل رز جولیا چایلد گونه‌ای رز فلوریبوندای طلایی یا رز طلایی کَره‌ای است که به افتخار سرآشپز جولیا چایلد نامگذاری شده است.  

## نگارخانه

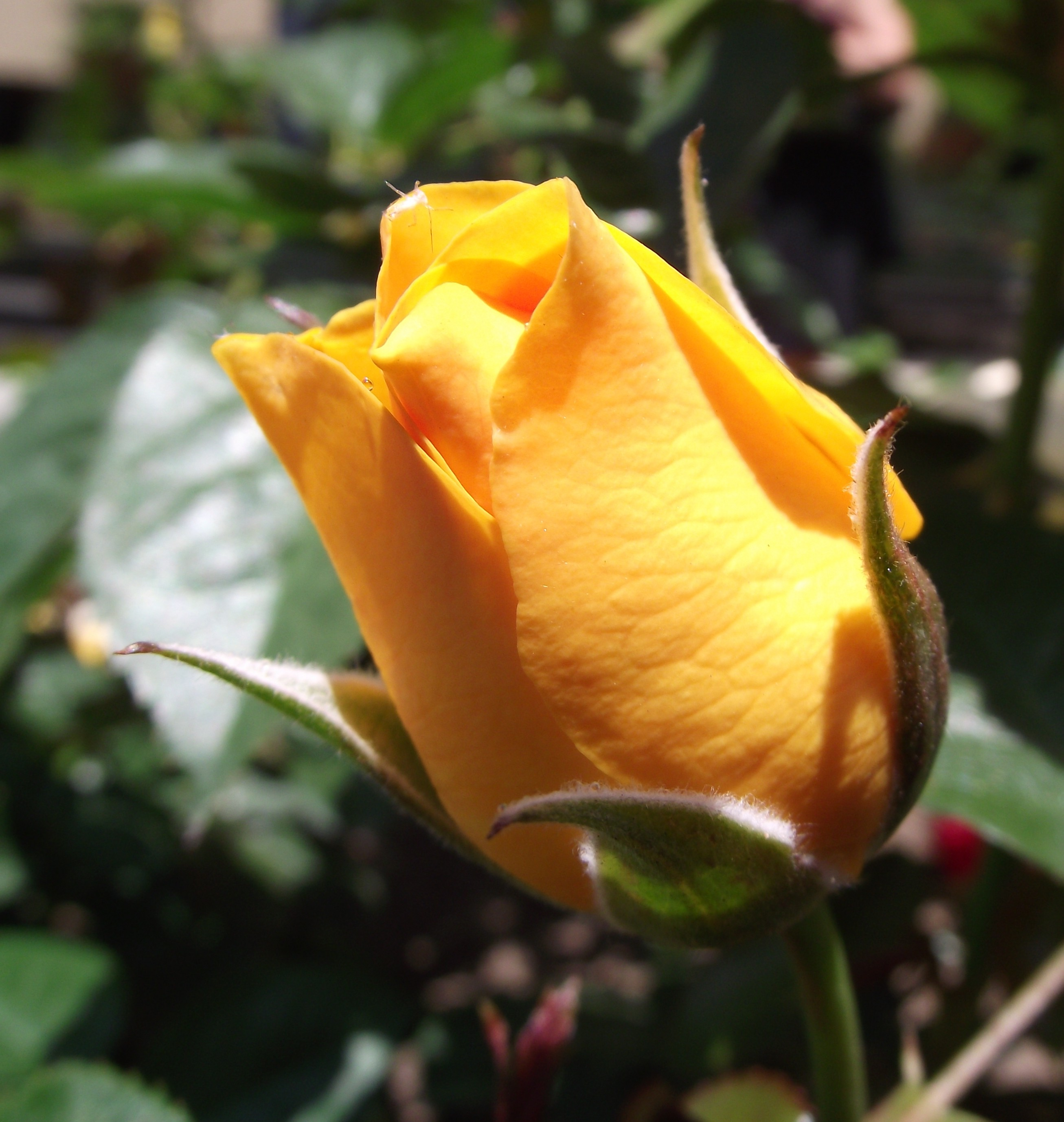
نمایشگاه شهرستان سن دیگو، کالیفرنیا، ایالات متحده آمریکا
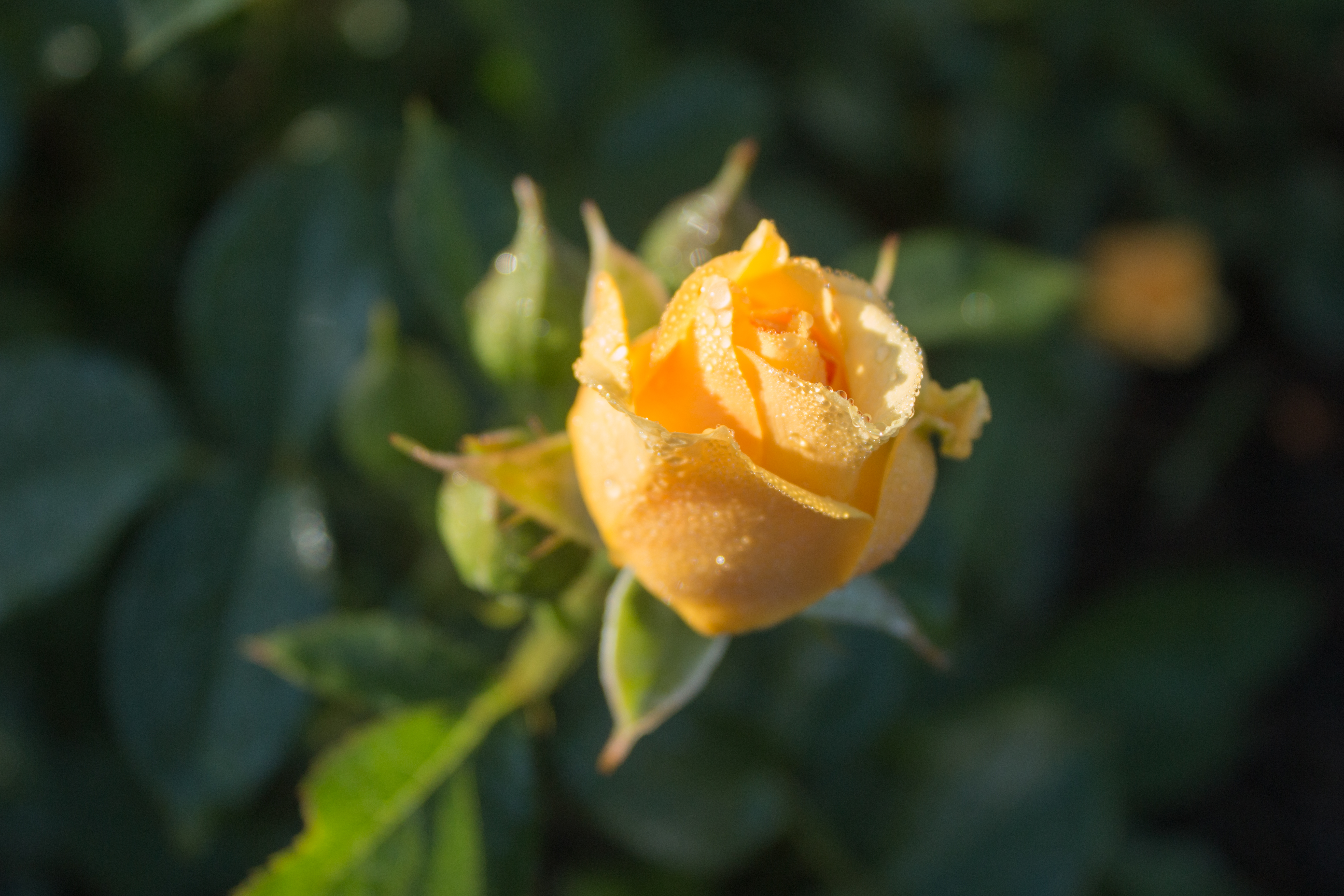
نیوهمپشایر، ایالات متحده آمریکا
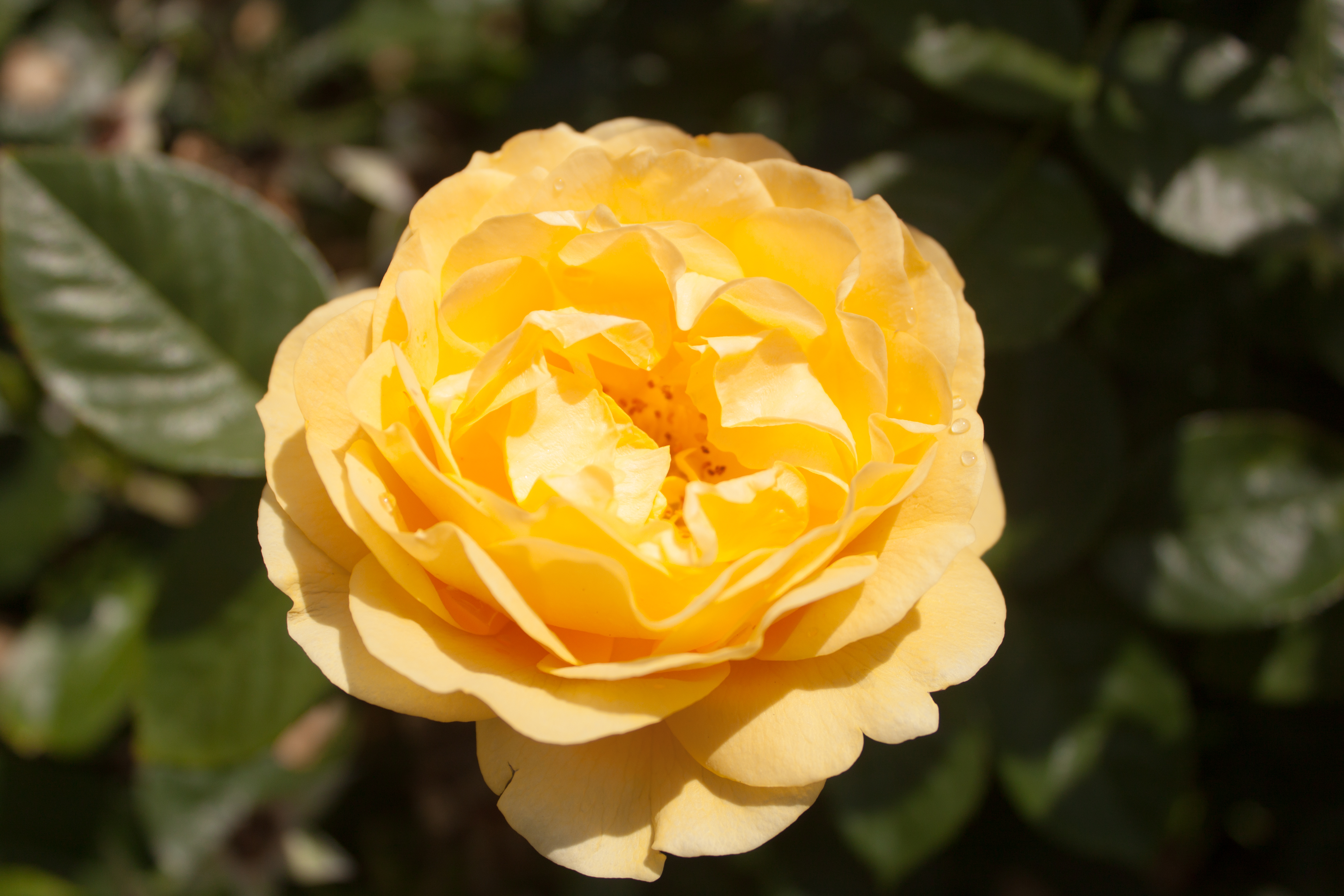
پارک ریجنتز، لندن، انگلستان
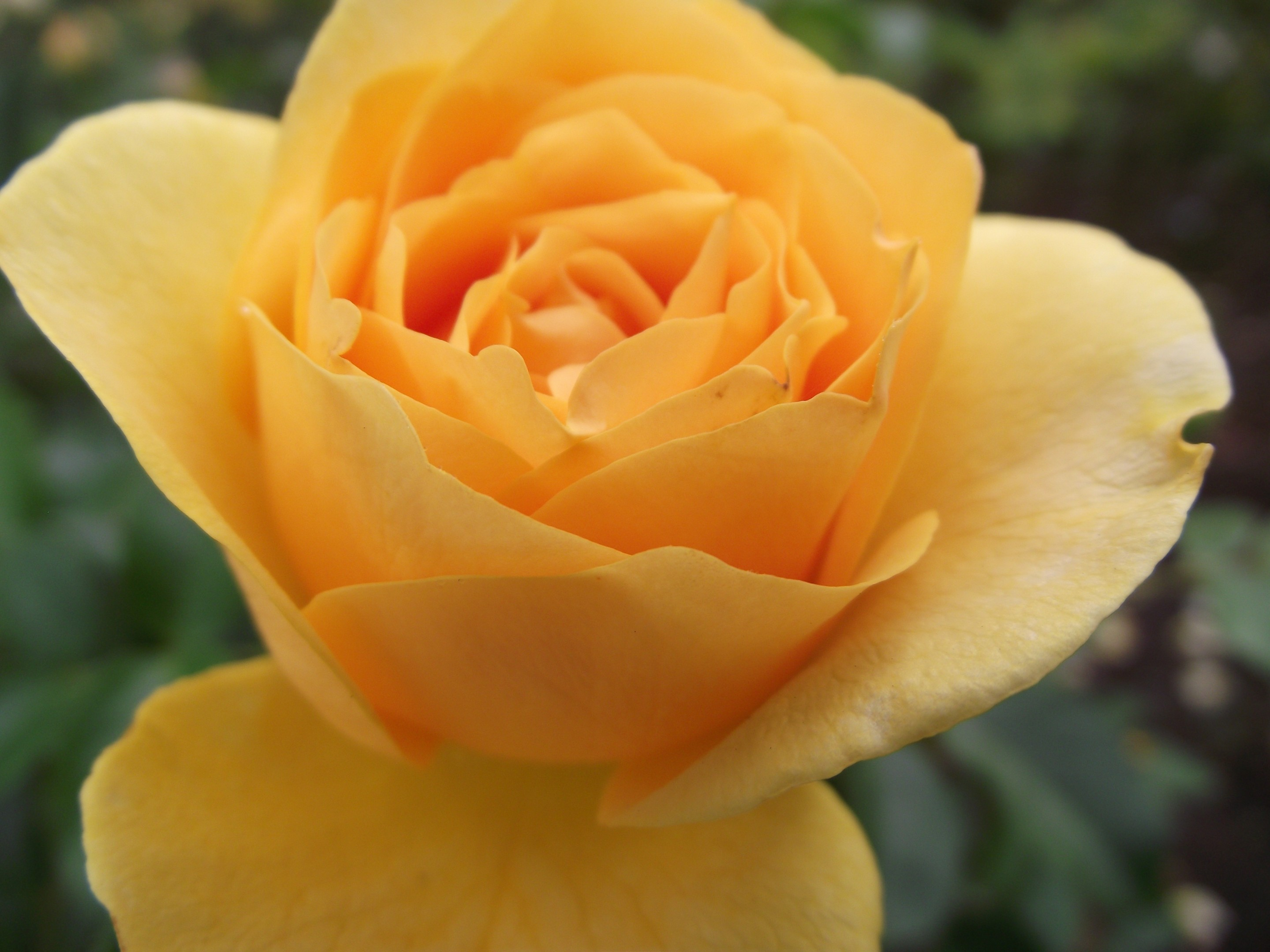
باغ گل رز اینز پارکر، سن دیگو، ایالات متحده آمریکا